# 113390 Helvetia
113390 Helvetia este o planetă minoră (asteroid), cu un diametru de 2,196 km, din centura de asteroizi. A fost descoperită pe 29 septembrie 2002 la Sternwarte Eschenberg⁠(d) de Markus Griesser⁠(d) și a fost numită după Helvetia⁠(d). 
Obiectul prezintă o orbită caracterizată de o semiaxă mare de 2,3025225335945 UAi, o excentricitate de 0,2, o înclinație de 7,4 ° în raport cu ecliptica.